# Clerota castaneipennis
Clerota castaneipennis är en skalbaggsart som beskrevs av Moser 1901. Clerota castaneipennis ingår i släktet Clerota och familjen Cetoniidae. Inga underarter finns listade i Catalogue of Life.